# Gouvernement Stubb
 (juin 2023).
Si vous disposez d'ouvrages ou d'articles de référence ou si vous connaissez des sites web de qualité traitant du thème abordé ici, merci de compléter l'article en donnant les références utiles à sa vérifiabilité et en les liant à la section « Notes et références ».
Le gouvernement Stubb (finnois : Stubbin hallitus, suédois : Regeringen Stubb) est le gouvernement de la République de Finlande entre le 24 juin 2014 et le 29 mai 2015, durant la trente-sixième législature de la Diète nationale.

## Coalition et historique
Dirigé par le nouveau Premier ministre conservateur Alexander Stubb, précédemment ministre des Affaires européennes, ce gouvernement est constitué et soutenu par une coalition gouvernementale réunissant le Parti de la Coalition nationale (Kok), le Parti social-démocrate de Finlande (SDP), la Ligue verte (Vihr), le Parti populaire suédois de Finlande (SFP) et les Chrétiens-démocrates (KD), qui disposent ensemble de 111 députés sur 200, soit 55,5 % des sièges de la Diète nationale.

### Formation
Il est formé à la suite de la démission de Jyrki Katainen et succède à son gouvernement, constitué et soutenu par une coalition identique. En avril 2014, Katainen émet le souhait de rejoindre les institutions de l'Union européenne à l'issue des élections européennes du 25 mai. Le 14 juin, le congrès du Kok choisit Stubb comme président, ce dernier obtenant cinq jours plus tard la reconduction de la majorité parlementaire.

### Succession
Le 18 septembre 2014, la Ligue verte a annoncé son départ de la coalition gouvernementale du fait de la décision du gouvernement de construire de nouvelles centrales nucléaires en collaboration avec l'Agence fédérale de l'énergie atomique russe. Les partis de la coalition disposent alors de  101 députés sur 200, soit 50,5 % des sièges de la Diète nationale.

## Composition

### Initiale (24 juin 2014)
- Les nouveaux ministres sont indiqués en gras, ceux ayant changé d'attributions en italique.

| Poste                                                      | Titulaire | Titulaire            | Parti |
| ---------------------------------------------------------- | --------- | -------------------- | ----- |
| Premier ministre                                           |           | Alexander Stubb      | Kok   |
| Vice-Premier ministre Ministre des Finances                |           | Antti Rinne          | SDP   |
| Ministre des Affaires étrangères                           |           | Erkki Tuomioja       | SDP   |
| Ministre des Affaires européennes et du Commerce extérieur |           | Lenita Toivakka      | Kok   |
| Ministre du Développement international                    |           | Pekka Haavisto       | Vihr  |
| Ministre de la Justice                                     |           | Anna-Maja Henriksson | SFP   |
| Ministre de l'Intérieur                                    |           | Päivi Räsänen        | KD    |
| Ministre de la Défense                                     |           | Carl Haglund         | SFP   |
| Ministre de l'Éducation et des Communications              |           | Krista Kiuru         | SDP   |
| Ministre de la Culture et du Logement                      |           | Pia Viitanen         | SDP   |
| Ministre de l'Agriculture et des Forêts                    |           | Petteri Orpo         | Kok   |
| Ministre des Transports et des Affaires locales            |           | Paula Risikko        | Kok   |
| Ministre des Affaires économiques                          |           | Jan Vapaavuori       | Kok   |
| Ministre du Travail                                        |           | Lauri Ihalainen      | SDP   |
| Ministre des Affaires sociales et de la Santé              |           | Laura Räty           | Kok   |
| Ministre des Services sanitaires et sociaux                |           | Susanna Huovinen     | SDP   |
| Ministre de l'Environnement                                |           | Ville Niinistö       | Vihr  |

### Remaniement du 26 septembre 2014
- Les nouveaux ministres sont indiqués en gras, ceux ayant changé d'attributions en italique.

| Poste                                                      | Titulaire | Titulaire            | Parti |
| ---------------------------------------------------------- | --------- | -------------------- | ----- |
| Premier ministre                                           |           | Alexander Stubb      | Kok   |
| Vice-Premier ministre Ministre des Finances                |           | Antti Rinne          | SDP   |
| Ministre des Affaires étrangères                           |           | Erkki Tuomioja       | SDP   |
| Ministre des Affaires européennes et du Commerce extérieur |           | Lenita Toivakka      | Kok   |
| Ministre du Développement international                    |           | Sirpa Paatero        | SDP   |
| Ministre de la Justice                                     |           | Anna-Maja Henriksson | SFP   |
| Ministre de l'Intérieur                                    |           | Päivi Räsänen        | KD    |
| Ministre de la Défense                                     |           | Carl Haglund         | SFP   |
| Ministre de l'Éducation et des Communications              |           | Krista Kiuru         | SDP   |
| Ministre de la Culture et du Logement                      |           | Pia Viitanen         | SDP   |
| Ministre de l'Agriculture et des Forêts                    |           | Petteri Orpo         | Kok   |
| Ministre des Transports et des Affaires locales            |           | Paula Risikko        | Kok   |
| Ministre des Affaires économiques                          |           | Jan Vapaavuori       | Kok   |
| Ministre du Travail                                        |           | Lauri Ihalainen      | SDP   |
| Ministre des Affaires sociales et de la Santé              |           | Laura Räty           | Kok   |
| Ministre des Services sanitaires et sociaux                |           | Susanna Huovinen     | SDP   |
| Ministre de l'Environnement                                |           | Sanni Grahn-Laasonen | Kok   |